# شايون هاريسون
شايون هاريسون (بالإنجليزية: Shayon Harrison) (13 يوليو 1997 في المملكة المتحدة - ) هو لاعب كرة قدم بريطاني في مركز الهجوم.

## وصلات خارجية
- شايون هاريسون على موقع قاعدة بيانات كرة القدم.إي يو (الإنجليزية)
- شايون هاريسون على موقع Soccerbase.com (لاعب) (الإنجليزية)
- شايون هاريسون على موقع Soccerway.com (الإنجليزية)
- شايون هاريسون على موقع AS.com (الإسبانية)